# Chodosy (rejon kamieniecki)
Chodosy (biał. Хадасы, Chadasy) – wieś (agromiasteczko) położona na Białorusi, w rejonie kamienieckim obwodu brzeskiego, wchodząca w skład sielsowietu Dmitrowicze. 
Wieś szlachecka położona była w końcu XVIII wieku w powiecie brzeskolitewskim województwa brzeskolitewskiego. W czasach II Rzeczypospolitej wieś administracyjnie była położona w województwie poleskim, w powiecie brzeskim, w gminie Dmitrowicze.
Niedaleko wsi znajdują się:
- cerkiew św. Michała Archanioła w Lubaszkach,
- cerkiew Opieki Matki Bożej w Jelonce Małej,
- folwark w Chodosach[5].

Większość mieszkańców wsi to Białorusini wyznania prawosławnego.